# Andrew Salter
Andrew Salter (9. května 1914 – 6. října 1996) byl psycholog, který pomohl vyvinout teoretické základy a klinické aplikace behaviorální terapie desetiletí před tím, než se stala populární. Zemřel ve svém domě na Manhattanu ve věku 82 let, příčinou jeho smrti byla rakovina.

## Kariéra
Salter byl absolventem newyorské univerzity v roce 1937 s bakalářským stupněm z psychologie. Pouze s titulem bakaláře a nezávislou praxí v psychologii chtěl dosáhnout významné zakládají role v behaviorální terapii. Salter, uznáván jako zakladatel behaviorální terapie[zdroj?], byl jedním z prvních, jehož poznatky z experimentální psychologie, např. jako podmíněné reflexy, se začaly uplatňovat jeho principy na řešení problémů lidí. Odmítl psychoanalýzu pro zkoumání kořenů neuróz. V roce 1940 argumentoval, že psycholog by mohl mnohem rychleji pomáhat lidem, kteří byli příliš nervózní, plaší nebo v depresi tím, že je učí, aby změnili své chování.

## Publikace
V roce 1944 vydal svou první knihu Co je hypnóza?. Používal klinické zkušenosti v heuristické metodě a pokračoval vydávání dalších dvou knih, které tvoří základ behaviorální terapie. Podmíněná reflexní terapie (1949), ve které použil mnoho principů při pozorování těch, kteří pozorovali krysy, které běhaly po bludišti a používal je na rozvíjení krátkodobé terapie na neurózy. Případ proti psychoanalýze (1952) představuje čestné místo pro ty, kteří posílili historii v klinické psychologii, psychiatrii a zejména behaviorální terapii. V době, kdy tyto práce byly publikovány, nebyly v módě a byly vyloženě riskantní k vytváření posudku z psychoanalýzy, stejně jako návrhy, že klinická intervence by mohla být založena na experimentálních datech.

## Hypnóza
Hypnóza zachytila zájem Saltera na vysoké škole, a hledal způsoby, jak ji využít v klinické praxi. Vyvinul techniku pro sebehypnózu, ale zpočátku bylo těžké publikovat svou práci, protože neměl potřebné akademické pověření. Psycholog na Yaleove univerzitě, Dr. Clark Leonard Hull, mu v roce 1941 pomohl publikovat článek v časopise Časopis o obecné psychologii. Dostal se do povědomí lidí, když časopis Život propagoval své představy o krátkodobé psychoterapii. Terapie Saltera vyzývají pacienty vyjádřit své emoce, používat vizuální představivost a redukovat úzkost. Je také důležité předejít jejich obavám a postupně si zvykat a pohybovat se mezi věcmi, z kterých měli strach.

## Podmíněná reflexní terapie
Salter stabilizuje reflexní terapii, která byla jednou z originálních behaviorálních terapií a zatímco jeho styl psaní je kontroverzní, jeho tvrzení, že emocionální inhibice je základní příčinou neštěstí je ta, která rezonuje s mnoha. Pokud se rezonuje s vámi jeho léčebný přístup, má širokou škálu cvičení ke zvýšení emocionální podrážděnosti a výrazu.
„Cítíme co děláme a děláme co cítíme. Budeme působit nejen z intelektuálních důvodů, ale z klimatu našich emocionálních návyků. Ale často jsme řízený našimi zvyky a tam, kde je podmíněný reflex, není vždy dostatek prostoru pro svobodnou vůli.“
„Inhibiční trpění z emoční zácpy. Skrývají své skutečné emoce, nebo jim nedůvěřují, ospravedlňují jejich chování s logikou že se cítí nespokojení, nenacházejí žádnou touhu nebo radost a hledání vztahů s jinými lidmi není tak pohodlné.“

## Úspěchy Andrew Saltera
- Sdružení pro povýšení behaviorální terapie – byl druhým psychologem, který získal toto ocenění.

- Andrew Salter byl zakladatelem podmíněné reflexní terapie, časná forma behaviorální terapie, která zdůraznila asertivní a expresivní chování jako způsob boje s inhibičními osobnostními rysy, v nichž Salter věřil, že jsou základní příčinou většiny neuróz.

- Salter byl „otec behaviorální terapie“. Salter je určitě jedním z prvních psychoterapeutů, kteří zobecnili učení teorie do klinické praxe.[1]

## Behaviorismus
Andrew Salter měl dobré srdce pro své pacienty. Byl milující a starostlivý ke každému bez ohledu na třídu, stav a osobnost. Salter věřil v uvolnění osobních „zábran“ tím, že cvičí techniky, které vedou k tomu, co nazval „excitace“, což má za následek „odtlumení“, stav, který popsal jako příbuzný mírné opilosti. Andrew Salter byl považován mnohými za „otce behaviorální terapie“. Takto bylo jeho jméno považováno kvůli pozornosti, kterou věnuje v citované práci vykonané v Pavlově ruské laboratoři již více než čtvrt století. Vzhledem k tomu, že byl určitě jedním z prvních psychoterapeutů, kteří zobecnili učení teorie do klinické praxe. Salter, stejně jako další behavioristi toho času, také své pacienty učil procvičovat Edmund Jacobsonovu techniku – progresivní relaxaci.

## Asertivita nebo sebevědomá agresivita
Salter je často považován za jednoho ze zakladatelů konceptu asertivity. Tento termín nepoužíval sám, názorně popsal mnoho případových studií ve své knize Podmíněná reflexní terapie (1949), ve které použil starověké asertivní techniky. Tato technika byla nazvána „Excitační cvičení“, které se stalo základem následné behaviorální terapie pro asertivitu.

## Kritika
Ti z nás, kteří znali Saltera osobně ocenili jeho brilantnost, jeho humor, jeho slušnost a ohleduplnost k druhým, jeho provázanost, jeho zájem o intuitivní pochopení lidské povahy, jeho chuť do života, jeho lásku k umění a literatuře a jeho oddanost rodině a přátelům, jeho působení na lidi, zejména na jeho pacientů. Salter odvážné a úspěšně vyzýval k založení formální vizi a soubor technik, které se staly velmi široce akceptovány a jsou často formálně. To platí zejména, když současní spisovatelé v psychoterapii poukazují na školení a expresivitu školení, dostat se do kontaktu s někoho pocity, a podobné fráze, které mají co dočinění s expresí kladné i záporné emoce za okolností, které splňují někoho potřeby, aniž by porušily práva a cítění druhých.